# Hezekiah Walker
Hezekiah Xzavier Walker Jr. (ur. 24 grudnia 1962) — amerykański artysta muzyki gospel i pastor Love Fellowship Tabernacle w Brooklynie w stanie Nowy Jork. Walker wydał kilka albumów w Benson Records i Verity Records jako Hezekiah Walker & The Love Fellowship Crusade Choir.

## Biografia
Hezekiah Xzavier Walker Jr. urodził się na Brooklynie w Nowym Jorku. Uczęszczał do Long Island University, specjalizując się w socjologii. Uczęszczał również do Hugee Theological Institute i New York School of the Bible. Walker został biskupem w Kościele Naszego Pana Jezusa Chrystusa Wiary Apostolskiej w 2008 r., a później w tym samym roku został przeniesiony do Kościoła Zielonoświątkowego Jezusa Chrystusa. W 2010 r. Walker został Prałatem Przewodniczącym Kościoła Zielonoświątkowego Jezusa Chrystusa.
W 2001 roku Hezekiah & The LFT Church Choir zostali nominowani do nagrody NAACP Image Award dla Najlepszego Artysty Gospel, Traditional za album "Love Is Live!" Walker dwukrotnie zdobył nagrodę Grammy dla najlepszego albumu gospel w wykonaniu chóru lub chóru: raz za "Live in Atlanta at Morehouse College" (1994) z The Love Fellowship Crusade Choir i raz za "Love Is Live!" (2001) z The LFT Church Choir.
Oddzielnie od The Love Fellowship Crusade Choir, Walker's LFT Church Choir wydał dwa albumy zatytułowane "Recorded Live At Love Fellowship Tabernacle" w 1998 roku i "Love Is Live" w 2001 roku. LFT Church Choir był bardziej młodzieńczym i hip-hopowym zespołem niż jego poprzednik, a jego album trafił do pierwszej piątki listy Billboard's Gospel Chart, oraz był nominowany do nagrody Grammy w tym samym roku.
W 2021 roku pastor Frank Santora z Faith Church w New Milford (Connecticut) i Hezekiah Walker wspólnie założyli kościół na Times Square w Nowym Jorku o nazwie Every Tribe Church. Hezekiah Walker został przyjęty do bractwa Phi Beta Sigma jako członek honorowy podczas konklawe 2023, które odbyło się w Houston w Teksasie.

## Dyskografia

### Albumy
- I'll Make It (Sweet Rain, 1987)
- Oh Lord We Praise You (Sweet Rain, 1990)
- Focus on Glory (A&M, 1992)
- Live in Toronto (Benson, 1993)
- Live in Atlanta at Morehouse College (Benson, 1994)
- Live in New York by Any Means... (Benson, 1995)
- Live in London (Verity, 1997)
- Recorded Live at Love Fellowship Tabernacle (Verity, 1998) – by Hezekiah Walker & The LFT Church Choir
- Family Affair (Verity, 1999)
- Love Is Live! (Verity, 2001) - by Hezekiah Walker & The LFT Church Choir
- Family Affair, Vol. 2: Live at Radio City Music Hall (Verity, 2002)
- 20/85 The Experience (Verity, 2005)
- Souled Out (Verity, 2008)
- Azusa: The Next Generation (RCA Inspiration, 2013)
- Azusa: The Next Generation 2 – Better (Entertainment One Music, 2016)

### Kompilacje
- Gospel Greats  (Benson, 1995)
- Nothing But The Hits  (Verity, 2003)
- Divine Voices: Pastors of Praise  (Mack Avenue, 2015)

### Single
- "99½" (Benson, 1995) – Cassette Single
- "Let's Dance" (Jive/Verity, 1999) – CD Single/12" Single
- "Souled Out" (Verity, 2008) – Digital download Single
- "Every Praise" (RCA Inspirational, 2013) – Digital download Single

## Ciekawostki
- Walker jest czasami pieszczotliwie nazywany „pastorem hip-hopu” ze względu na liczbę znanych świeckich artystów nagrywających hip-hop, którzy uczęszczają do jego kościoła, takich jak Lil’ Kim i Sean Combs[6].
- Artysta nagrywający dla Sony Music Carl Hancock Rux, oraz główny wokalista boysbandu R&B "Guy" Aaron Hall, są jednymi z kilku artystów, którzy początkowo śpiewali w Love Fellowship Choir Hezekiaha Walkera, a następnie nagrywali muzykę świecką.